# Ingrid van Houten-Groeneveld

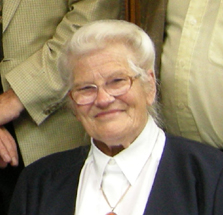
Ingrid van Houten-Groeneveld (2007)

Ingrid van Houten-Groeneveld, geborene Groeneveld, (* 21. Oktober 1921 in Berlin; † 30. März 2015 in Oegstgeest) war eine niederländische Astronomin, die an der Universität Leiden arbeitete.

## Leben
Gemeinsam mit ihrem Ehemann Cornelis Johannes van Houten und dem Astronomen Tom Gehrels war sie im Rahmen des Palomar-Leiden-Survey an der Entdeckung von insgesamt 4329 Asteroiden beteiligt.
Dabei machte Gehrels umfangreiche Himmelsaufnahmen mit der 48-Zoll-Schmidt-Kamera des Mount Palomar-Observatoriums in den USA. Die fotografischen Platten wurden in die Niederlande verschifft und an der Universität von Leiden zur Bestimmung von Asteroiden ausgewertet.
Nach Ingrid van Houten-Groeneveld ist der Asteroid (1674) Groeneveld benannt.